# آن باول
آن باول (انگلیسی: An Baul؛ زادهٔ ۲۵ مارس ۱۹۹۴) جودوکار اهل کره جنوبی است.
از افتخارات وی میتوان به کسب مدال نقره جودو وزن ۶۶- کیلوگرم بازی‌های المپیک تابستانی ۲۰۱۶ اشاره کرد.